# Isotopes du nihonium
Le nihonium (Nh, numéro atomique 113) est un élément synthétique qui n'a par conséquent pas de masse atomique standard. Comme tous les éléments synthétiques, il ne possède aucun isotope stable. Le premier isotope à avoir été synthétisé  est 284Nh en 2003, en tant que produit de désintégration de 288Mc. Le premier isotope à avoir été directement synthétisé est 278Nh en 2004. Six radioisotopes sont connus, de 278Nh et 286Nh. L'isotope a la plus grande durée de vie connue est 286Nh avec une demi-vie de 19,6 secondes.

## Table des isotopes
| Symbole du nucléide | Z(p)                 | N(n)                 | Masse isotopique (u) | Demi-vie        | Modes de désintégration | Isotope(s) fils | Spin nucléaire |
| Symbole du nucléide | Énergie d'excitation | Énergie d'excitation | Énergie d'excitation | Demi-vie        | Modes de désintégration | Isotope(s) fils | Spin nucléaire |
| ------------------- | -------------------- | -------------------- | -------------------- | --------------- | ----------------------- | --------------- | -------------- |
| 278Nh               | 113                  | 165                  | 278,17058(20)#       | 340 µs          | α                       | 274Rg           |                |
| 282Nh               | 113                  | 169                  | 282,17567(39)#       | 73 ms           | α                       | 278Rg           |                |
| 283Nh               | 113                  | 170                  | 283,17657(52)#       | 100(+490−45) ms | α                       | 279Rg           |                |
| 284Nh               | 113                  | 171                  | 284,17873(62)#       | 0,48(+58−17) s  | α                       | 280Rg           |                |
| 285Nh               | 113                  | 172                  | 285,17973(89)#       | 5,5 s           | α                       | 281Rg           |                |
| 286Nh               | 113                  | 173                  | 286,18221(72)#       | 19,6 s          | α                       | 282Rg           |                |

1. ↑  Pas directement synthétisé, produit de désintégration de 287Mc
2. ↑  Pas directement synthétisé, produit de désintégration de 288Mc
3. ↑  Pas directement synthétisé, fait partie de la chaîne de désintégration de 293Ts
4. ↑  Pas directement synthétisé, fait partie de la chaîne de désintégration de 294Ts